# Jacob Dirks
Jacob Dirks (Leeuwarden, 19 juni 1811 – aldaar, 25 november 1892) was een Nederlands advocaat en conservatief politicus.
Dirks was de zoon van de graanhandelaar, olieslager en steenbakker Nolle Jan Dirks en Atje Jacobs de Haan. Hij volgde de lagere school (1817-1823) en Latijnse school (1826-1830) in Leeuwarden, volgde privéonderwijs, en ging naar de avondschool voor boekhouden en Frans. Hij behaalde zijn kandidaats rechten aan het Athenaeum te Franeker (1830-1832) en promoveerde in Romeins en hedendaags recht aan de Hogeschool te Leiden (1832-1835).
Na het afronden van zijn studie rechten ging hij aan de slag als advocaat te Leeuwarden, zijn geboortestad. In 1848 versloeg hij in het district Franeker de liberaal Anne Franszoon Jongstra (na herstemming), en vanaf februari 1849 was hij daarmee lid van de Tweede Kamer der Staten-Generaal. In 1850, 1853, 1856, 1860 en 1864 werd hij wederom gekozen, maar in 1860 werd hij aanvankelijk niet toegelaten als lid vanwege onregelmatigheden bij de verkiezingen die hij met slechts 20 stemmen verschil had gewonnen - na herstemming won hij nogmaals. In 1866 en 1868 was Dirks ook verkiesbaar, maar werd hij verslagen door de liberalen Jan Karel Hendrik de Roo van Alderwerelt en Sybrand Hingst.
Tijdens zijn vijftienjarig lidmaatschap van de Kamer voerde hij regelmatig het woord, over uiteenlopende onderwerpen. In 1860 stemde hij voor een motie van Willem Wintgens waarin om een hervorming van het cultuurstelsel werd gevraagd. Hij stemde in 1866 tegen de omstreden motie van afkeuring van Levinus Wilhelmus Christiaan Keuchenius, die handelde over de benoeming van Pieter Mijer tot gouverneur van Nederlands-Indië, en welke een periode van onenigheid tussen Kamer en Kabinet inluidde. Van 1855 tot 1859 was Dirks lid van de Staatscommissie tot onderzoek van de zaken der Maatschappij van Weldadigheid, en in 1852 van de Staatscommissie jaarlijks onderzoek koloniale financiën. Na zijn Kamerlidmaatschap was Dirks nog 23 jaar lid van de gemeenteraad van Leeuwarden.
Dirks publiceerde veel over munt- en penningkunde, en over Friese historie. Hij was bestuurslid van het Friesch Genootschap van Geschied-, Oudheid- en Taalkunde te Leeuwarden, en tussen 1836 en 1892 president, en daarna erevoorzitter. Ook was hij kerkmeester van de Nederduits Hervormde gemeente te Leeuwarden.
Dirks was lid van de Koninklijke Nederlandse Akademie van Wetenschappen, afdeling Letteren (vanaf 1856) en de Maatschappij der Nederlandsche Letterkunde te Leiden. In 1858 werd hij benoemd tot Ridder in de Orde van de Nederlandse Leeuw, en in 1877 tot Commandeur in de Orde van de Eikenkroon.
Dirks trouwde in 1836 met Minskje Bolman, met wie hij één dochter kreeg.